# Lindsaeosoria flynnii
Lindsaeosoria flynnii är en ormbunkeart som beskrevs av Warren Herbert Wagner. Lindsaeosoria flynnii ingår i släktet Lindsaeosoria och familjen Lindsaeaceae. Inga underarter finns listade.